# قطعنامه ۲۸۷ شورای امنیت
قطعنامه ۲۸۷ شورای امنیت سازمان ملل متحد که در تاریخ ۱۰ اکتبر ۱۹۷۰ تصویب شد، سندی بین‌المللی دربارهٔ پذیرش اعضای جدید سازمان ملل متحد: فیجی است. این قطعنامه طی نشست ۱٬۵۵۴ام
با ۱۵ موافق،۰ مخالف و۰ ممتنع تصویب شد.